# 宮城県道58号塩釜七ヶ浜多賀城線
宮城県道58号塩釜七ヶ浜多賀城線（みやぎけんどう58ごう しおがましちがはまたがじょうせん）は、宮城県塩竈市から宮城郡七ヶ浜町を一周して多賀城市に至る県道（主要地方道）である。

## 概要
七ヶ浜町内を経由する唯一の県道である。以前は「塩釜花渕浜菖蒲田線」と「多賀城菖蒲田線」に分かれていたが1993年（平成5年）に統合された。多賀城市下馬国道45号 - 多賀城市笠神宮城県道23号仙台塩釜線間に2001年（平成13年）バイパスとなる下馬笠神トンネルが開通し、道幅が狭く歩道がほぼなかった旧道にくらべ通行しやすく、また安全性も増した。塩竈市と七ヶ浜町間の路線バス（ミヤコーバス七ヶ浜循環線）は2006年（平成18年）12月21日まで旧道を経由していたが、現在は多賀城高校前停留所を新設し、この県道を経由している。なお、多賀城市と七ヶ浜町間の路線バス（ユーアイバス）は現在でも旧道を経由している。

### 路線データ
- 実延長：17,339.2 m[1]
- 起点：塩竈市本町（国道45号交点）
- 終点：多賀城市町前

## 歴史
- 1993年（平成5年）5月11日 - 建設省から、県道泉塩釜線の一部・県道塩釜吉岡線の一部・県道塩釜花淵浜菖蒲田線・県道多賀城菖蒲田線が塩釜七ヶ浜多賀城線として主要地方道に指定される[2]。
- 1994年（平成6年）3月18日 - 宮城県が県道58号として「塩釜七ヶ浜多賀城線」を路線認定。[3]同時に一般県道76号多賀城菖蒲田線、77号塩釜花渕浜菖蒲田線を路線廃止。[4]
- 2011年（平成23年）3月11日 - 東日本大震災の津波により、本路線も七ヶ浜町内を中心に大きな被害を受ける。
- 2019年（令和元年）7月14日 - 七ヶ浜町菖蒲田浜地区で、拡幅を伴う改良工事を復興交付金事業として施行し、供用開始。[5]

## 路線状況

### 重複区間
- 国道45号・宮城県道10号塩釜亘理線：多賀城市下馬 - 多賀城市下馬交差点
- 宮城県道23号仙台塩釜線：多賀城市大代 - 多賀城市栄

## 地理

### 通過する自治体
- 塩竈市
- 多賀城市
- 宮城郡七ヶ浜町

### 交差する道路
- 国道45号（起点）

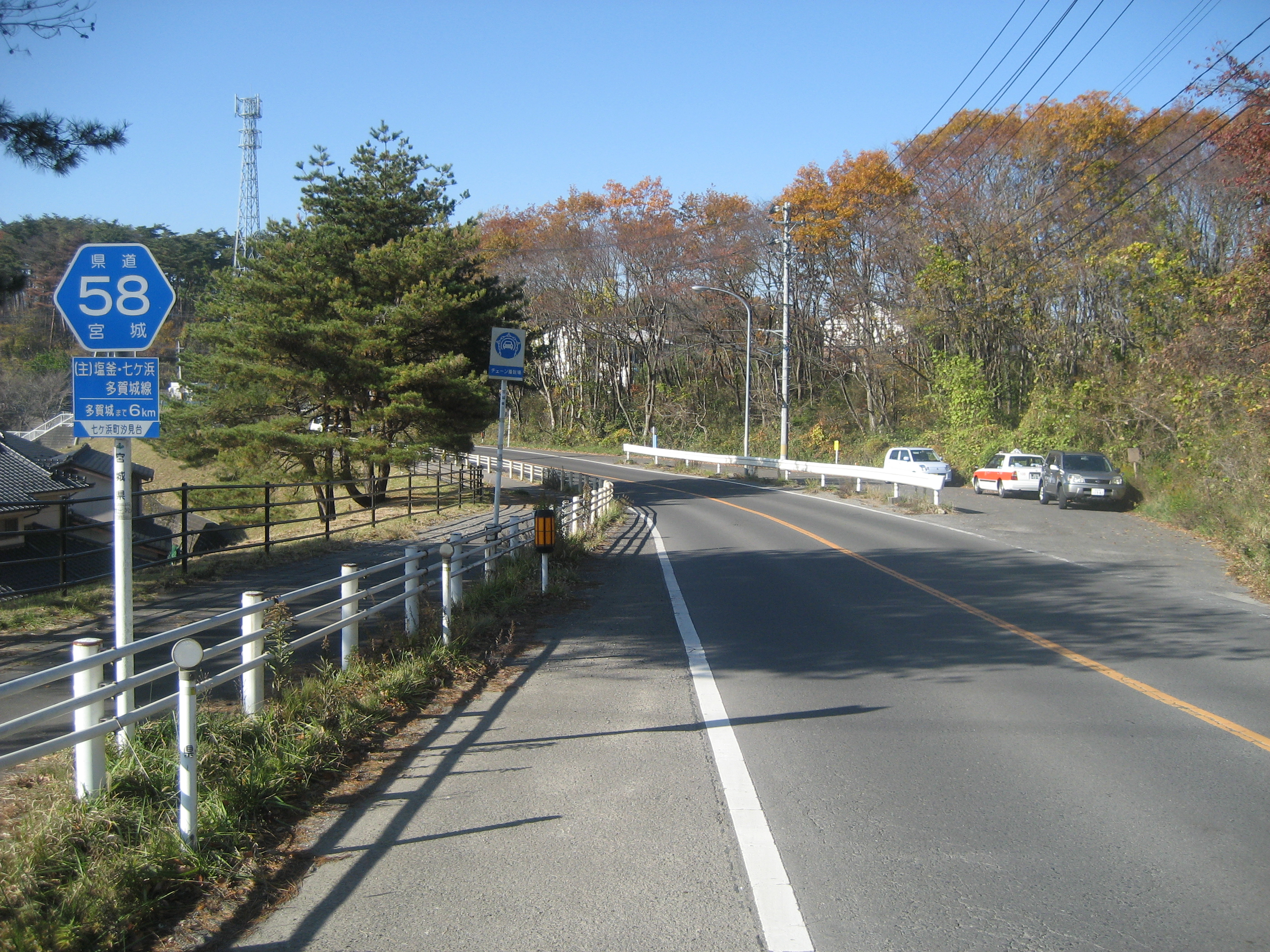
七ヶ浜町汐見台付近

- 国道45号（宮城県道10号塩釜亘理線重複）（多賀城市下馬 地内）
- 宮城県道23号仙台塩釜線（多賀城市笠神）
- 宮城県道23号仙台塩釜線（多賀城市大代）
- 宮城県道23号仙台塩釜線（多賀城市栄）
- 国道45号（宮城県道10号塩釜亘理線重複）（終点）

### 沿線の施設等
- 浦霞酒ギャラリー
- JR仙石線
  - 西塩釜駅
  - 下馬駅
- 坂総合病院
- 宮城県多賀城高等学校
- 大木囲貝塚
- 七ヶ浜町役場
- 多聞山
- 東北電力仙台火力発電所
- 七ヶ浜町観光交流センター　七のや
- 鼻節神社
- 高山外国人避暑地
- 菖蒲田海水浴場
- 東北電力新仙台火力発電所
- ENEOS仙台製油所
- 宮城県中南部下水道事務所
- 仙台港緩衝緑地
- 陸上自衛隊多賀城駐屯地
- 仙塩総合病院

### 交通量[6]
令和３年度・12時間交通量
- 塩竈市石堂 - 5,985台
- 多賀城市笠神 - 8,425台
- 七ヶ浜町遠山４丁目 - 12,591台
- 多賀城市大代５丁目 - 11,793台
- 多賀城市桜木２丁目 - 6,033台